# Église Sainte-Cécile de Ceillac
Pour les articles homonymes, voir Sainte-Cécile, Sainte Cécile et Cécile.
L'église Sainte-Cécile est une église catholique située à Ceillac, en France.

## Localisation
L'église est située dans le département français des Hautes-Alpes, sur la commune de Ceillac.

## Historique
L'édifice est classé au titre des monuments historiques en 1972.